# Puerto Plata (provincie)
Puerto Plata is een provincie van de Dominicaanse Republiek. Ze heeft 329.000 inwoners en is 1800 km² groot.

## Gemeenten
| - De provinciehoofdstad: Puerto Plata - Altamira - Guananico - Imbert - Los Hidalgos - Luperón - Sosúa - Villa Isabela - Villa Montellano |

- MusicBrainz: de2b8b85-1566-4446-937f-bf20cb0a8996
- National Archives and Records Administration: 10044711

Azua · Baoruco · Barahona · Dajabón · Duarte · Elías Piña · El Seibo · Espaillat · Hato Mayor · Hermanas Mirabal · Independencia · La Altagracia · La Romana · La Vega · María Trinidad Sánchez · Monseñor Nouel · Monte Cristi · Monte Plata · Pedernales · Peravia · Puerto Plata · Samaná · Sánchez Ramírez · San Cristóbal · San José de Ocoa · San Juan · San Pedro de Macorís · Santiago · Santiago Rodríguez · Santo Domingo · Valverde
Distrito Nacional